# Ì̧
Cette page contient des caractères spéciaux ou non latins. S’ils s’affichent mal (▯, ?, etc.), consultez la page d’aide Unicode.
Ì̧ (minuscule : ì̧), appelé I accent grave cédille, est un graphème utilisé dans l’écriture de certaines langues camerounaises dont le dii et le vute. Il s’agit de la lettre I diacritée d’un accent grave et d’une cédille.

## Utilisation
En langues camerounaises suivant l’Alphabet général des langues camerounaises, ‹ i̧ › représente un I nasalisé et l’accent grave indique le ton bas. Il ne s’agit d’une lettre à part entière, et elle placée avec le I sans accent ou avec un autre accent dans l’ordre alphabétique.

## Représentations informatiques
Le I accent grave cédille peut être représenté avec les caractères Unicode suivants :
- composé et normalisé NFC (latin supplément-1, diacritiques) :

| formes    | représentations | chaînes de caractères | points de code | descriptions                                               |
| --------- | --------------- | --------------------- | -------------- | ---------------------------------------------------------- |
| capitale  | Ì̧               | Ì◌̧                    | U+00CC U+0327  | lettre majuscule latine i accent grave diacritique cédille |
| minuscule | ì̧               | ì◌̧                    | U+00EC U+0327  | lettre minuscule latine i accent grave diacritique cédille |

- décomposé et normalisé NFD (latin de base, diacritiques) :

| formes    | représentations | chaînes de caractères | points de code       | descriptions                                                           |
| --------- | --------------- | --------------------- | -------------------- | ---------------------------------------------------------------------- |
| capitale  | Ì̧               | I◌̧◌̀                   | U+0049 U+0327 U+0300 | lettre majuscule latine i diacritique cédille diacritique accent grave |
| minuscule | ì̧               | i◌̧◌̀                   | U+0069 U+0327 U+0300 | lettre minuscule latine i diacritique cédille diacritique accent grave |

## Sources
- (en) Lee E. Bohnhoff, A Description of Dii Phonology, Grammar, and Discourse, Ngaoundéré, Cameroun, Dii Literature Team, 2010 (lire en ligne [archive du 4 mars 2016])
- (en) Rhonda Ann Thwing, Vute orthography statement ((phonétique modifiée avec l’API en 2004)), SIL Cameroon, 1981 (lire en ligne)